# Rondos pour piano de Beethoven

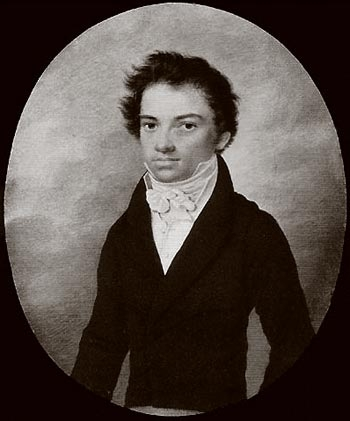
Portrait de Beethoven en 1786 par Joseph Neesen

Ludwig van Beethoven a composé cinq rondos pour le piano seul, tous avant 1800; un sixième (Anh. 6) est d'authenticité douteuse mais fait partie des œuvres de Beethoven chez certains éditeurs.
« Conformément à leur titre, la plupart de ces pièces est de coupe italienne et d'humeur enjouée. Beethoven, toutefois, affranchit l'ancien rondeau de ses stéréotypes (tant vocaux qu'instrumentaux) en cherchant à fondre la forme rondo dans la forme sonate, en diversifiant le plus possible la présentation du thème-refrain, en introduisant les développements à l'intérieur des motifs secondaires-couplets, — eux-mêmes très nettement opposés au refrain. Mais le rondo beethovénien n'est pas encore ce genre plus libre, et de virtuosité, qu'il est appelé à devenir chez un Mendelssohn et, surtout, chez un Chopin. La rigueur formelle l'emporte toujours » (François-René Tranchefort).

## Rondo en ut majeurWoO 48
Date de composition: 1783.
Durée: environ deux minutes.
Publication: 1786, dans un magazine musical puis par Bossler.
Partition libre.
Ce petit rondo contient déjà plusieurs éléments qui seront caractéristiques des œuvres de la maturité; l'humour est déjà présent et il montre à la fin de la pièce une compréhension de la couleur dont les idées abondantes aurait peut-être mieux sonné encore si elles avaient été orchestrées.

## Rondo en la majeurWoO 49
Date de composition: 1783.
Durée: environ deux minutes.
Publication: 1784, Bossler.
Partition libre.
Ce rondo s'ouvre sur une mélodie joyeuse et attrayante suivie d'un second thème de caractère similaire, puis d'un troisième dont la gravité ressemble déjà à ceux que l'on trouvera souvent dans les œuvres de la maturité. La première mélodie réapparaît, suivie d'un développement assez sophistiqué, puis du troisième thème. Les deux premiers thèmes réapparaissent et l'œuvre se clôt par une reprise de la mélodie d'ouverture. Le jeune Beethoven fait ici preuve d'une maîtrise tout à fait satisfaisante de la forme rondo et doit déjà penser aux pièces de plus grand format.

## Deux rondosop.51
Date de composition: vers 1796-97 (n°1), 1800 (n°2).
Durée: environ six minutes (n°1) et dix minutes (n°2).
Publication: 1802, Artaria.
Partition libre.

## Rondo a capriccioop.129
Date de composition: vers 1795.
Durée: environ sept minutes.
Publication: posthume, Diabelli 1828.
Partition libre.

## Rondo en si bémol majeur WoO Anh. 6
Date de composition : 1791.
Durée: environ sept minutes.
Publication: 1975, Henle.
Selon certains, l'authenticité de cette pièce est douteuse. Elle figure cependant dans l'édition complète des œuvres pour piano de Beethoven établie d'après les manuscrits originaux et publiée en 1975 à Munich par Henle. Dans sa préface, Otto von Irmer affirme qu'il disposait de la partition manuscrite pour son travail mais ne donne aucune indication quant à sa provenance.